# Помона (Каліфорнія)
Помона (англ. Pomona) — місто (англ. city) в США, в окрузі Лос-Анджелес штату Каліфорнія. Населення — 151 713 особи (2020).
Місто отримало свою назву на честь римської богині Помони. У місті близько 120 церков найрізноманітніших конфесій, є політехнічний університет. Тут проводяться ярмарки округу Лос-Анджелес.

## Географія
Помона розташована за координатами 34°3′31″ пн. ш. 117°45′41″ зх. д. / 34.05861° пн. ш. 117.76139° зх. д. (34.058595, -117.761265). За даними Бюро перепису населення США в 2010 році місто мало площу 59,47 км², з яких 59,44 км² — суходіл та 0,03 км² — водойми.

### Клімат
| Клімат : Помона         | Клімат : Помона | Клімат : Помона | Клімат : Помона | Клімат : Помона | Клімат : Помона | Клімат : Помона | Клімат : Помона | Клімат : Помона | Клімат : Помона | Клімат : Помона | Клімат : Помона | Клімат : Помона | Клімат : Помона |
| Показник                | Січ.            | Лют.            | Бер.            | Квіт.           | Трав.           | Черв.           | Лип.            | Серп.           | Вер.            | Жовт.           | Лист.           | Груд.           | Рік             |
| Абсолютний максимум, °C | 32,8            | 34,4            | 37,8            | 40,0            | 41,1            | 41,1            | 45,0            | 42,8            | 45,0            | 41,7            | 36,1            | 33,9            | 45,0            |
| Середній максимум, °C   | 20,0            | 20,6            | 21,7            | 24,4            | 26,1            | 28,9            | 32,2            | 33,3            | 31,7            | 26,7            | 23,3            | 20,0            | 25,8            |
| Середній мінімум, °C    | 6,1             | 7,2             | 8,3             | 9,4             | 12,2            | 14,4            | 16,7            | 16,7            | 15,6            | 12,8            | 8,3             | 5,6             | 11,1            |
| Абсолютний мінімум, °C  | −6,1            | −5              | −3,3            | −1,7            | 1,1             | 3,9             | 5,0             | 6,1             | 3,3             | −1,7            | −4,4            | −5,6            | −6,1            |
| Норма опадів, мм        | 79              | 121             | 67              | 30              | 6               | 2               | 0               | 1               | 4               | 27              | 41              | 62              | 440             |
| ----------------------- | --------------- | --------------- | --------------- | --------------- | --------------- | --------------- | --------------- | --------------- | --------------- | --------------- | --------------- | --------------- | --------------- |
| Джерело:                |                 |                 |                 |                 |                 |                 |                 |                 |                 |                 |                 |                 |                 |

## Демографія
Згідно з переписом 2010 року, у місті мешкало 149 058 осіб у 38 477 домогосподарствах у складі 30 259 родин. Густота населення становила 2506 осіб/км². Було 40685 помешкань (684/км²).
Расовий склад населення:
| - 48,0 % — білих - 8,5 % — азіатів - 7,3 % — чорних або афроамериканців - 1,2 % — корінних американців - 0,2 % — вихідців з тихоокеанських островів - 30,3 % — осіб інших рас |

До двох чи більше рас належало 4,5 %. Частка іспаномовних становила 70,5 % від усіх жителів.
За віковим діапазоном населення розподілялося таким чином: 29,4 % — особи молодші 18 років, 63,0 % — особи у віці 18—64 років, 7,6 % — особи у віці 65 років та старші. Медіана віку мешканця становила 29,5 року. На 100 осіб жіночої статі у місті припадало 100,0 чоловіків; на 100 жінок у віці від 18 років та старших — 98,4 чоловіків також старших 18 років.
Середній дохід на одне домашнє господарство становив 62 535 доларів США (медіана — 49 186), а середній дохід на одну сім'ю — 64 823 долари (медіана — 51 457). Медіана доходів становила 36 236 доларів для чоловіків та 31 353 долари для жінок. За межею бідності перебувало 22,1 % осіб, у тому числі 30,9 % дітей у віці до 18 років та 15,2 % осіб у віці 65 років та старших.
Цивільне працевлаштоване населення становило 61 855 осіб. Основні галузі зайнятості: освіта, охорона здоров'я та соціальна допомога — 19,5 %, виробництво — 13,3 %, роздрібна торгівля — 11,1 %, науковці, спеціалісти, менеджери — 10,7 %.

## Уродженці
- Том Вейтс (* 1949) — американський співак та автор пісень, композитор, актор.
- Морайя Пітерс (* 1992) — американська авторка і виконавиця християнських пісень.